# Kunšperk

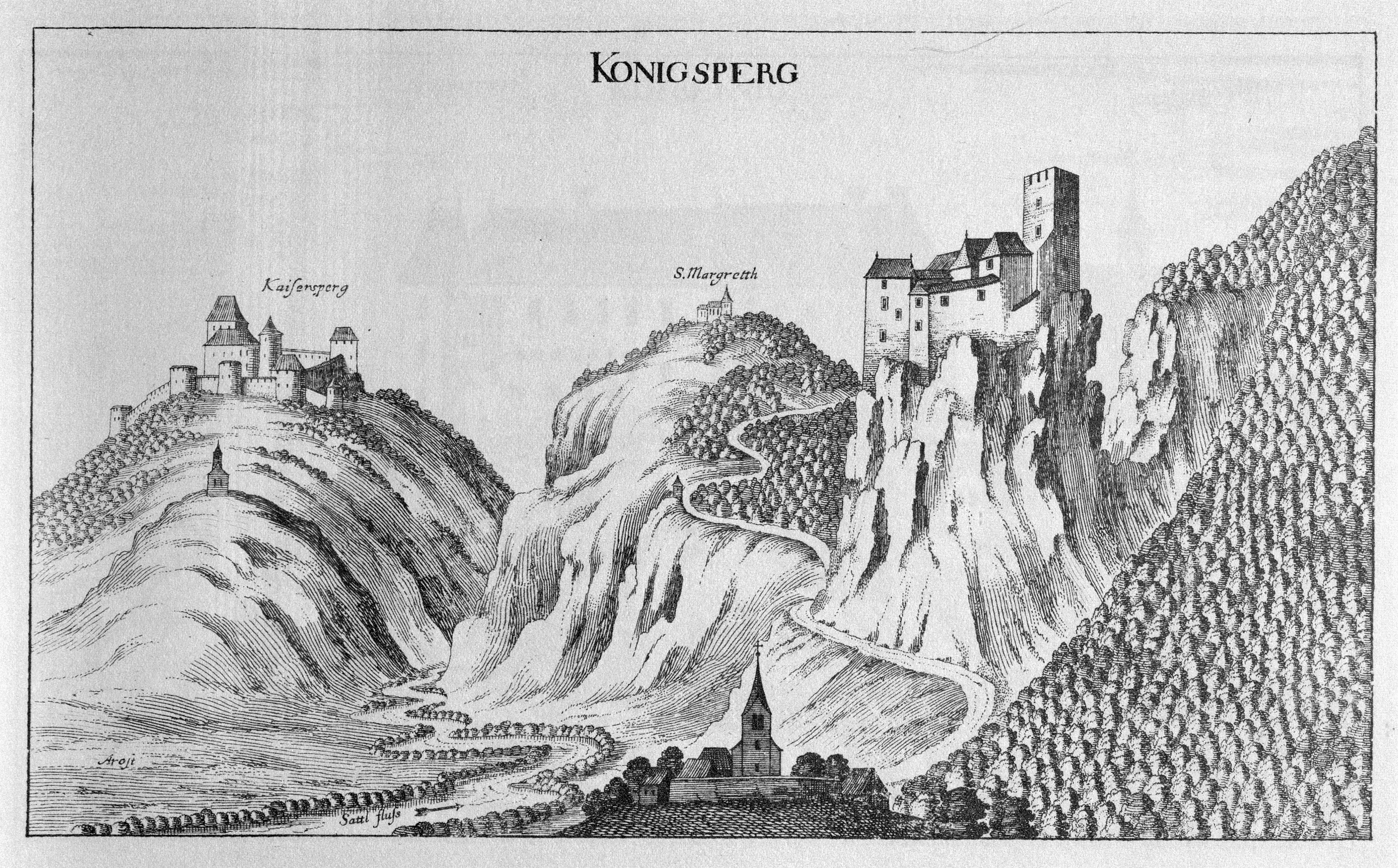
Königsberg und Kaiserberg/Kroatien mit der Sottla und der Filialkirche St. Jakob im Ort Königsberg. Stich von Andreas Trost aus der Topographia Ducatus Stiriae 1681. Georg Matthäus Vischer

Kunšperk (deutsch: Königsberg) ist ein Dorf in der Gemeinde Bistrica ob Sotli am rechten Ufer der Sotla in der Untersteiermark in Slowenien.

## Geografie
Die Dorfflur umfasst eine Fläche von 4,81 km² und besteht hauptsächlich aus Hochwald. Sie belegt den gesamten östlichen Bereich der Gemeinde und grenzt im Süden an die beiden Nachbarorte Bizeljska vas und Orešje na Bizeljskem der Gemeinde Brežice/Rann, folgt im Osten mit der Sotla der kroatischen Grenze nach Norden und berührt im Nordwesten und Westen die Gemarkungen der Gemeindeteilorte Polje pri Bistrici und Bistrica ob Sotli.
Königsberg/Kunšperk liegt am Fuße des gleichnamigen Bergrückens in der Ebene 208 m. i. J. und hat 120 Einwohner (2002). Die Siedlung besteht hauptsächlich aus zwei Häusergruppen, die sich entlang der von Bistrica ob Sotli kommenden Verbindungsstraße verteilen.

## Ortsbezeichnung
Kunšperk wurde in schriftlichen Quellen erstmals 1167 als Chuongisperch (und 1178 als Chunigesperch und 1227 als Küngesberc) erwähnt. Der Name bezog sich ursprünglich auf die Burg oberhalb der Siedlung. Bis 1918 hieß die Siedlung offiziell Königsberg (wörtlich: „Königsberg“). Der Name wurde als *Kun(i)gšperk aus dem bayerischen Mittelhochdeutsch ins Slowenische entlehnt und dann zu Kunšperk vereinfacht.

## Geschichte
Der Ort entwickelte sich unterhalb der mächtigen Grenzfeste der Bischöfe von Gurk und wird erstmals im Jahre 1201 urkundlich genannt. Der 1251 erwähnte Geistliche „Rvobertus decanus de Chunesperch“ deutet auf ein bereits bestehendes Gotteshaus hin, möglicherweise schon auf die Dorfkirche St. Jakobus. Am 10. Januar 1286 wird abermals ein Ortspfarrer genannt: „Bernhardo plebano in Chunsperch“. 
Für das Jahr 1436 ist überliefert „ain mairhof und vier hofstet“, gelegen „daselbst in unserm markcz Kunigsperg“. Der Ort war also damals im Besitz der Marktrechte, er war allerdings nicht befestigt oder ummauert. Eventuell sicherten die Bürger ab 1471, als verstärkt die Türkeneinfälle in die Untersteiermark begannen, die Kirche St. Jakob und bauten sie mit einer Ringmauer zur Wehrkirche bzw. zum Tabor aus.
Am Jakobstag des Jahres 1476 setzten 2000 Türken bei Gurkfeld/Krško über die Save und verheerten das Land zwischen Drau, Save und Sottla, sie plünderten die Orte Montpreis/Planina pri Sevnici, Drachenburg/Kozje, Peilenstein/Pilštanj und Hörberg/Podsreda und zogen mit ihrer Beute über Königsberg nach Kroatien ab. Über einen weiteren türkischen Einfall in den Landstrich um Königsberg, der auch Zagorien erfasste und bis nach Krapina reichte, berichtet für das Jahr 1494 der Pfarrer Jakob Unrest in seiner Chronik.
Im Urbar der Herrschaft Königsberg aus dem Jahre 1566 werden sechsundzwanzig Bürger des Marktes namentlich aufgeführt. Neben slowenischen Bürgernamen, wie Simon Kosiaker, Martin Mlinaritsch, Jakob Larentschitsch oder Michl Schimetschitsch u. a., sind auch deutsche vertreten, z. B. Jakob Schmid, Stefan Haffner und Christof Mülner u. a. Bemerkenswert sind dabei die Namen Jansche Starapraudo und Leonhard Puntschuech, möglicherweise die Benennung für zwei revolutionäre Bauern. Damals forderten die Landleute von ihrer Obrigkeit die Wiedereinführung des alten Rechts „za staro pravdo“ und führten als Zeichen ihres Bundes einen Schuh.